# Chłopcy z ferajny
Chłopcy z ferajny (ang. Goodfellas) – amerykański film gangsterski z 1990 roku w reżyserii Martina Scorsese. Zdjęcia kręcono w Nowym Jorku i New Jersey.
Obraz wpisany został na listę National Film Registry jako jedno z dzieł, które stanowią dziedzictwo kulturowe USA.

## Obsada
- Ray Liotta – Henry Hill
- Robert De Niro – James Conway, postać wzorowana na Jimmym Burke'u
- Joe Pesci – Tommy DeVito, postać wzorowana na Tommym DeSimone
- Lorraine Bracco – Karen Hill
- Paul Sorvino – Paulie Cicero, postać wzorowana na Paulu Vario
- Frank Sivero – Frankie Carbone, postać wzorowana na Angelu Sepe
- Frank Vincent – William „Billy Batts” DeVino
- Samuel L. Jackson – 'Stacks' Edwards
- Tony Darrow – Sonny Bunz, postać wzorowana na Angelu McConnach
- Mike Starr – Frenchy, postać wzorowana na Robercie McMahonie
- Michael Imperioli – „Pająk”

## Fabuła
Akcja filmu rozgrywa się w świecie gangsterów. Jest to autentyczna opowieść oparta na zeznaniach Henry’ego Hilla. Główny bohater, a zarazem narrator filmowej opowieści, Henry Hill, prowadzi nas przez wydarzenia trzydziestu lat swojego życia, od pałętania się wokół postoju taksówek, poprzez zaprzyjaźnienie się z lokalnymi gangsterami, do rozbojów, wymuszeń i handlu narkotykami. Tytułowi chłopcy z ferajny m.in. Jimmy i Tommy, postępują zgodnie z zasadami podziwianej przez nich mafii sycylijskiej, do której, ze względu na pochodzenie, nie może należeć Jimmy.
Film ukazuje głównie działanie i codzienne życie gangsterów, zlepione luźną zaprawą fabularną. Główną osią filmu jest handel narkotykami, który rozpoczyna Henry, i wkrótce angażuje weń cały gang Jimmy’ego, wbrew ostrzeżeniom swojego dawnego przełożonego z początków kariery, Paula Cicero. Ważnym momentem jest też pobicie i zabójstwo Billy’ego Battsa, dawnego członka gangu Jimmy’ego, a później członka mafii, gdyż w wyniku zemsty za niego ginie przyjaciel głównego bohatera, Tommy. Po jego śmierci Jimmy morduje wszystkich dawnych popleczników. Równocześnie na trop wpada policja śledząc Henry’ego helikopterem i przeprowadzając akcję w jego domu. Henry, chcąc ratować się przed Jimmym, który również jego chce zabić, oraz przed pójściem do więzienia na długie lata, decyduje się zeznawać w sądzie jako świadek koronny. Zarówno Jimmy, jak i Paulie zostają skazani, a Henry dostaje nową tożsamość, mieszkanie i pracę, rozpoczyna nowe życie szarego człowieka, które już go nie cieszy.
Film powstał w oparciu o książkę należącą do literatury faktu, Wiseguy (w Polsce wydana w roku 1991 pod tytułem Chłopcy z ferajny) Nicholasa Pileggiego, przez co jest bardziej autentyczny niż mitologizujący gangsterów Ojciec chrzestny (1972).

## Opinie o filmie
- „Kultura” (dodatek do „Dziennika Polska-Europa-Świat”)[4]

Film jest bardzo brutalny, szokuje ładunkiem agresji i przemocy niektórych scen, a niecenzuralne słowo „fuck” pada w nim 246 razy. Scorsese podbija napięcie szybkim montażem, lubi też podkręcać znaczenie ważnych epizodów mocnym kontrapunktem. W pamięci zostaje zwłaszcza scena masakrowania twarzy Billy’ego Battsa (Vincent) skontrastowana z aksamitną balladą „Atlantis” Donovana.

## Nagrody i nominacje
- Oscar dla Joego Pesci za najlepszą rolę drugoplanową (1991)
- Nominacje do Oscara dla Irwina Winklera za najlepszy film, Lorraine Bracco jako najlepszej aktorki drugoplanowej, Martina Scorsese jako najlepszego reżysera, Martina Scorsese i Nicholasa Pileggiego za najlepszy scenariusz adaptowany, Thelmy Schoonmaker za najlepszy montaż (1991)
- Nominacje do Złotego Globu za najlepszy dramat, dla Joe Pesciego jako najlepszego aktora drugoplanowego, Lorainne Bracco jako najlepszej aktorki drugoplanowej, Martina Scorsese jako najlepszego reżysera, Martina Scorsese i Nicholasa Pileggiego za najlepszy scenariusz (1991)
- Srebrny Lew dla Martina Scorsese jako najlepszego reżysera (1990)
- Nagroda BAFTA dla Irwina Winklera i Martina Scorsese za najlepszy film, nagroda im. Davida Leana dla Martina Scorsese za najlepszą reżyserię, Richarda Bruno za najlepsze kostiumy, Thelmy Schoonmaker za najlepszy montaż, Martina Scorsese i Nicholasa Pileggiego za najlepszy scenariusz adaptowany (1991)
- Nominacje do nagrody BAFTA dla Michaela Ballhausa za najlepsze zdjęcia, Roberta de Niro jako najlepszego aktora pierwszoplanowego (1991)
- Nominacja do nagrody DGA dla Martina Scorsese za najlepsze osiągnięcie reżyserskie w filmie fabularnym (1991)
- Nominacja do nagrody WGA dla Martina Scorsese i Nicholasa Pileggiego za najlepszy scenariusz adaptowany (1991)
- Nominacja do nagrody Eddie dla Thelmy Schoonmaker za najlepszy montaż filmu fabularnego (1991)
- Nagroda BSFC za najlepszy film, dla Joego Pesci jako najlepszego aktora drugoplanowego, Martina Scorsese jako najlepszego reżysera (1991)
- Nominacja do nagrody Cezar dla Martina Scorsese za najlepszy film zagraniczny
- Nagroda LAFCA za najlepszy film, dla Joego Pesci jako najlepszego aktora drugoplanowego, Lorraine Bracco jako najlepszej aktorki drugoplanowej, Martina Scorsese jako najlepszego reżysera, Michaela Ballhausa za najlepsze zdjęcia (1990)
- Nagroda NYFCC za najlepszy film, dla Roberta De Niro jako najlepszego aktora pierwszoplanowego, Martina Scorsese jako najlepszego reżysera (1990)
- 94. miejsce na liście 100 najlepszych amerykańskich filmów wszech czasów (1998)
- 92. miejsce na liście 100 najlepszych amerykańskich filmów wszech czasów w edycji z okazji 10-lecia (2007)
- 2. miejsce na liście 10 najlepszych filmów z gatunku filmów gangsterskich (2008)